# Mars Global Surveyor
π là hằng số mộng mơ
Mars Global Surveyor (MGS) là tàu vũ trụ robot của Mỹ được phát triển bởi Phòng thí nghiệm Động cơ phản lực của NASA và được phóng lên vào tháng 11 năm 1996. Mars Global Surveyor là một sứ mệnh lập bản đồ toàn cầu kiểm tra toàn bộ sao Hoả, từ tầng điện ly xuyên qua bầu khí quyển đến bề mặt. Là một phần của Chương trình Thám hiểm Sao Hỏa lớn hơn, Mars Global Surveyor đã thực hiện chuyển tiếp giám sát cho các tàu vũ trụ quỹ đạo chị em của mình trong quá trình bay trên không, và nó đã giúp các  xe tự hành Sao Hỏa và các nhiệm vụ đổ bộ bằng cách xác định các vị trí hạ cánh tiềm năng và chuyển tiếp từ xa trên bề mặt.
Tàu vũ trụ này đã hoàn thành nhiệm vụ chính vào tháng 1 năm 2001 và đang trong giai đoạn nhiệm vụ mở rộng thứ ba khi vào ngày 2 tháng 11 năm 2006, tàu vũ trụ không trả lời các tin nhắn và mệnh lệnh. Một tín hiệu mờ nhạt được phát hiện ba ngày sau đó cho thấy nó đã chuyển sang chế độ an toàn. Nỗ lực tái lập tàu vũ trụ và giải quyết vấn đề thất bại, và NASA chính thức kết thúc nhiệm vụ vào tháng 1 năm 2007.

## Thông số kỹ thuật
Tàu vũ trụ Surveyor, được chế tạo tại nhà máy du hành vũ trụ Lockheed Martin ở Denver, là một hộp hình chữ nhật với các hình chiếu giống như cánh (tấm pin mặt trời) kéo dài từ hai phía đối diện. Khi được nạp đầy nhiên liệu vào thời điểm phóng, tàu vũ trụ nặng 1.060 kg (2.337 lb). Hầu hết các khối Surveyor 's nằm trong hộp mô đun hình chiếm phần trung tâm của tàu vũ trụ. Mô-đun trung tâm này được làm bằng hai mô-đun hình chữ nhật nhỏ hơn xếp chồng lên nhau, một trong số đó được gọi là mô-đun thiết bị và chứa các thiết bị điện tử, dụng cụ khoa học và máy tính nhiệm vụ 1750A của tàu vũ trụ. Các mô-đun khác, được gọi là mô-đun đẩy, chứa động cơ tên lửa và kho nhiên liệu của Surveyor. Nhiệm vụ của Mars Global Surveyor tốn khoảng 154 triệu đô la để phát triển và xây dựng và 65 triệu đô la để khởi động. Hoạt động nhiệm vụ và phân tích dữ liệu chi phí khoảng 20 triệu đô la / năm.